# Cryptandra triplex
Cryptandra triplex är en brakvedsväxtart som beskrevs av K.R.Thiele och Kellermann. Cryptandra triplex ingår i släktet Cryptandra och familjen brakvedsväxter. Inga underarter finns listade i Catalogue of Life.